# Kristian Biłowar
Kristian Rusłanowycz Biłowar, ukr. Крістіан Русланович Біловар (ur. 5 lutego 2001 w Debreczynie) – ukraiński piłkarz grający na pozycji obrońcy.

## Kariera piłkarska

### Kariera klubowa
Wychowanek Szkoły Sportowej Rezerw Olimpijskich w Użhorodzie oraz Akademii Piłkarskiej Dynamo Kijów, barwy których bronił w juniorskich mistrzostwach Ukrainy (DJuFL). 6 października 2018 roku rozpoczął karierę piłkarską w drużynie młodzieżowej Dynamo Kijów U-21. 23 lipca 2021 został wypożyczony do Desny Czernihów, a już 25 lipca 2021 debiutował w meczu Premier-lihi z Czornomorcem Odessa. Wkrótce 4 września 2021 przeniósł się do Czornomorca z Odessy. Po inwazji Rosji na Ukrainę piłkarz wrócił do Dynama. 1 września 2022 ponownie został wypożyczony, tym razem do AEL Limassol.

### Kariera reprezentacyjna
W 2017 debiutował w juniorskiej reprezentacji Ukrainy U-17. W latach 2018–2019 występował w reprezentacji U-19.